# Göktürk-1
Гёктюрк-1 (тур. Göktürk-1) — спутник наблюдения за Землёй с высоким разрешением (более 50 см). Разработан и создан итальянской компанией космических услуг Telespazio с участием Türk Havacılık ve Uzay Sanayii (TUSAŞ) и турецким производителем тактических военных радиоприемников и оборонной электроники Aselsan, для турецкого Министерства национальной обороны.
Соглашение о строительстве Гёктюрк-1 было подписано 13 июля 2009 года между Министерством национальной обороны и Telespazio, совместным предприятием Finmeccanica/Thales Group, которое вступило в силу 19 июля 2009. Thales Alenia Space отвечает за поставку спутниковой платформы. В рамках проекта, в Турции создана установка для сборки, интеграции и испытаний космических аппаратов (UMET) массой до 5 000 кг, которая считается критически важной инфраструктурой. Проект оценивается более чем в € 250 млн.
Аппаратура слежения спутника имеет разрешение 0,8 м и предназначена для ведения разведки в любом месте на земле, без географических ограничений. Кроме того, спутник будет использоваться при решении различных гражданских задач картографирования, исследования растительного покрова, применяться в геологии, использоваться для мониторинга экосистем. Его возможности могут быть использованы в работах по ликвидации последствий стихийных бедствий, а также для экологического контроля. Спутник также будет использоваться для обеспечения функций управления прибрежными зонами и водными ресурсами.

## Спор с Израилем
Израиль начал кампанию давления на французскую компанию Thales Group, которая является одним из акционеров Telespazio. Израиль выразил опасения, что снимки высокого разрешения израильской территории, создаваемые Гёктюрк-1 в конечном итоге могут попасть в чужие руки. Израиль, который поставляет некоторые важные электро-оптические элементы спутника для высокотехнологичных камер от Thales Group, требует, что Гёктюрк-1 должен быть сделан таким образом, что не должен воспринимать изображение в то время, когда пролетает над Израилем.
Турция, после получения такой информации, потребовала от подрядчика Thales Group, что он должен доказать, что спутник может проводить съемку с любого желаемого места. Вначале французский производитель отверг это требование, однако позже, как турецкая сторона приостановила платежи, согласился на требования Турции.
Турецкие чиновники запросили предоставить дополнительную опытную и известную космическую компанию, которая могла бы также произвести гарантированный запуск спутника, на что французская сторона ответила отказом, аргументируя это тем, что нет достаточно опытных спутниковых компаний, которые могли бы сократить стоимость запуска.

## Подготовка и запуск
После многочисленных задержек, вызванных политическими и экономическими спорами, спутник был запущен с космодрома Куру 05 декабря 2016 года, в 13:52 UTC, с помощью ракеты-носителя Вега. Для подстраховки, были выбраны две спутниковые компании, которые могли бы построить ещё более мощный спутник Гёктюрк-1B, в случае неудачного запуска.